# Olympische Winterspiele 2022/Ski Alpin
Bei den XXIV. Olympischen Winterspielen 2022 in Peking wurden elf Ski Alpin-Wettbewerbe, je fünf pro Geschlecht und ein gemischtes Teamevent ausgetragen. Schauplatz waren die Strecken im Nationalen Ski-Alpin-Zentrum Xiaohaituo. Mit Ausnahme der Parallel-Rennen für Frauen und Männer standen alle Wettkämpfe auf dem Programm, die auch bei den Alpinen Skiweltmeisterschaften 2021 ausgefahren wurden. Im Vergleich zu den letzten Olympischen Spielen 2018 in Pyeongchang hatte sich das Programm nicht verändert.
Ursprünglich war geplant, im Vorfeld der Spiele wie üblich die Testrennen abzuhalten, damit sich Organisatoren und Athleten auf die Strecke und sonstige Gegebenheiten einstellen können und um die Prozesse für die Olympischen Winterspiele optimieren zu können. Diese fielen jedoch der COVID-19-Pandemie zum Opfer, die eine Einreise nach China nur unter strengen Quarantänebestimmungen zugelassen hätte. Es war geplant eine Abfahrt und einen Super-G für die Frauen in Yanqing durchzuführen.

## Bilanz

### Medaillenspiegel
| Platz  | Land               | Gold | Silber | Bronze | Gesamt |
| ------ | ------------------ | ---- | ------ | ------ | ------ |
| 1      | Schweiz            | 5    | 1      | 3      | 9      |
| 2      | Österreich         | 3    | 3      | 1      | 7      |
| 3      | Frankreich         | 1    | 1      | 1      | 3      |
| 4      | Schweden           | 1    | –      | –      | 1      |
| 4      | Slowakei           | 1    | –      | –      | 1      |
| 6      | Italien            | –    | 2      | 2      | 4      |
| 7      | Norwegen           | –    | 1      | 3      | 4      |
| 8      | Deutschland        | –    | 1      | –      | 1      |
| 8      | Slowenien          | –    | 1      | –      | 1      |
| 8      | Vereinigte Staaten | –    | 1      | –      | 1      |
| 11     | Kanada             | –    | –      | 1      | 1      |
| Gesamt | Gesamt             | 11   | 11     | 11     | 33     |

Erstmals in der olympischen Geschichte gewann mit der Schweiz eine Nation fünf alpine Goldmedaillen bei Olympischen Winterspielen.

### Medaillengewinner
Männer
| Disziplin    | Gold                  | Silber                        | Bronze                        |
| ------------ | --------------------- | ----------------------------- | ----------------------------- |
| Abfahrt      | Beat Feuz (SUI)       | Johan Clarey (FRA)            | Matthias Mayer (AUT)          |
| Super-G      | Matthias Mayer (AUT)  | Ryan Cochran-Siegle (USA)     | Aleksander Aamodt Kilde (NOR) |
| Riesenslalom | Marco Odermatt (SUI)  | Žan Kranjec (SLO)             | Mathieu Faivre (FRA)          |
| Slalom       | Clément Noël (FRA)    | Johannes Strolz (AUT)         | Sebastian Foss Solevåg (NOR)  |
| Kombination  | Johannes Strolz (AUT) | Aleksander Aamodt Kilde (NOR) | James Crawford (CAN)          |

Frauen
| Disziplin    | Gold                   | Silber                      | Bronze                  |
| ------------ | ---------------------- | --------------------------- | ----------------------- |
| Abfahrt      | Corinne Suter (SUI)    | Sofia Goggia (ITA)          | Nadia Delago (ITA)      |
| Super-G      | Lara Gut-Behrami (SUI) | Mirjam Puchner (AUT)        | Michelle Gisin (SUI)    |
| Riesenslalom | Sara Hector (SWE)      | Federica Brignone (ITA)     | Lara Gut-Behrami (SUI)  |
| Slalom       | Petra Vlhová (SVK)     | Katharina Liensberger (AUT) | Wendy Holdener (SUI)    |
| Kombination  | Michelle Gisin (SUI)   | Wendy Holdener (SUI)        | Federica Brignone (ITA) |

Mixed
| Disziplin  | Gold | Silber                                                                            | Bronze |
| ---------- | --- | --------------------------------------------------------------------------------- | --- |
| Mannschaft | Österreich Katharina Huber Katharina Liensberger Katharina Truppe Stefan Brennsteiner Michael Matt Johannes Strolz | Deutschland Emma Aicher Lena Dürr Julian Rauchfuss Alexander Schmid Linus Straßer | Norwegen Mina Fürst Holtmann Thea Louise Stjernesund Maria Therese Tviberg Timon Haugan Fabian Wilkens Solheim Rasmus Windingstad |

## Zeitplan
| Datum         | Ortszeit    | MEZ       | Disziplin                 |
| ------------- | ----------- | --------- | ------------------------- |
| 7. Februar    | 12:00       | 5:00      | Abfahrt Männer            |
| 7. Februar    | 9:30 14:45  | 2:30 7:45 | Riesenslalom Frauen       |
| 8. Februar    | 11:00       | 4:00      | Super-G Männer            |
| 9. Februar    | 10:15 13:45 | 3:15 6:45 | Slalom Frauen             |
| 10. Februar   | 10:30 14:15 | 3:30 7:15 | Alpine Kombination Männer |
| 11. Februar   | 11:00       | 4:00      | Super-G Frauen            |
| 13. Februar   | 10:15 15:00 | 3:15 8:00 | Riesenslalom Männer       |
| 15. Februar   | 11:00       | 4:00      | Abfahrt Frauen            |
| 16. Februar   | 10:15 13:45 | 3:15 6:45 | Slalom Männer             |
| 17. Februar   | 10:30 14:00 | 3:30 7:00 | Alpine Kombination Frauen |
| 20. Februar 1 | 9:00        | 2:00      | Mannschaftswettbewerb     |

## Qualifikation
Insgesamt standen für die alpinen Skiwettkämpfe 306 Quotenplätze zur Verfügung (153 je Geschlecht). Der Qualifikationszeitraum erstreckte sich vom 1. Juli 2020 bis zum 16. Januar 2022. Die Anzahl an Athleten pro Nation war auf 22 (elf pro Geschlecht) beschränkt. Grundsätzlich erhielt jede Nation einen Quotenplatz pro Geschlecht, wenn ein Athlet des jeweiligen Geschlechts weniger als die auf der Olympischen FIS-Punkteliste aufgeführten Punkte hatte. Alle NOKs, die Athleten in den Top 30 der jeweiligen Weltcupstartliste hatten, durften zwei Athleten nominieren. Die restlichen Quotenplätze je Geschlecht (bis 153) wurden anhand der Olympic Quota Allocation List vergeben. Diese führte alle Athleten auf. Absteigend wurden die Quotenplätze an die jeweiligen NOKs verteilt, aber nur solange, bis ein Land elf Sportler qualifiziert hatte. Weitere Sportler aus diesem Land wurden anschließend in der Vergabe übersprungen. Die Anzahl der Athleten, die an einer Entscheidung teilnehmen durften, war auf vier pro Nation beschränkt.

## Ergebnisse Männer

### Abfahrt
| Platz | Land | Athlet                  | Zeit (min) |
| ----- | ---- | ----------------------- | ---------- |
| 1     | SUI  | Beat Feuz               | 1:42,69    |
| 2     | FRA  | Johan Clarey            | 1:42,79    |
| 3     | AUT  | Matthias Mayer          | 1:42,85    |
| 4     | CAN  | James Crawford          | 1:42,92    |
| 5     | NOR  | Aleksander Aamodt Kilde | 1:43,20    |
| 6     | ITA  | Dominik Paris           | 1:43,21    |
| 7     | SUI  | Marco Odermatt          | 1:43,40    |
| 8     | AUT  | Vincent Kriechmayr      | 1:43,45    |
| 9     | AUT  | Max Franz               | 1:43,52    |
| 10    | SLO  | Boštjan Kline           | 1:43,75    |

7. Februar 2022, 12:00 Uhr (Ortszeit), 5:00 Uhr (MEZ)
Olympiasieger 2018:  Aksel Lund Svindal
Weltmeister 2021:  Vincent Kriechmayr

### Super-G
| Platz | Land | Athlet                   | Zeit (min) |
| ----- | ---- | ------------------------ | ---------- |
| 1     | AUT  | Matthias Mayer           | 1:19,94    |
| 2     | USA  | Ryan Cochran-Siegle      | 1:19,98    |
| 3     | NOR  | Aleksander Aamodt Kilde  | 1:20,36    |
| 4     | NOR  | Adrian Smiseth Sejersted | 1:20,68    |
| 5     | AUT  | Vincent Kriechmayr       | 1:20,70    |
| 6     | CAN  | James Crawford           | 1:20,79    |
| 7     | GER  | Romed Baumann            | 1:21,10    |
| 8     | GER  | Andreas Sander           | 1:21,21    |
| 9     | FRA  | Blaise Giezendanner      | 1:21,26    |
| 10    | CAN  | Trevor Philp             | 1:21,34    |

8. Februar 2022, 12:00 Uhr (Ortszeit), 5:00 Uhr (MEZ)
Olympiasieger 2018:  Matthias Mayer
Weltmeister 2021:  Vincent Kriechmayr

### Riesenslalom
| Platz | Land | Athlet               | Zeit (min) |
| ----- | ---- | -------------------- | ---------- |
| 1     | SUI  | Marco Odermatt       | 2:09,35    |
| 2     | SLO  | Žan Kranjec          | 2:09,54    |
| 3     | FRA  | Mathieu Faivre       | 2:10,69    |
| 4     | USA  | River Radamus        | 2:10,95    |
| 5     | FRA  | Thibaut Favrot       | 2:11,04    |
| 5     | FRA  | Alexis Pinturault    | 2:11,04    |
| 7     | SUI  | Gino Caviezel        | 2:11,20    |
| 8     | NOR  | Henrik Kristoffersen | 2:11,25    |
| 9     | AND  | Joan Verdú Sánchez   | 2:11,28    |
| 10    | CRO  | Filip Zubčić         | 2:12,09    |

13. Februar 2022, 11:15 Uhr (Ortszeit), 4:15 Uhr (MEZ)
Olympiasieger 2018:  Marcel Hirscher
Weltmeister 2021:  Mathieu Faivre

### Slalom
| Platz | Land | Athlet                 | Zeit (min) |
| ----- | ---- | ---------------------- | ---------- |
| 1     | FRA  | Clément Noël           | 1:44,09    |
| 2     | AUT  | Johannes Strolz        | 1:44,70    |
| 3     | NOR  | Sebastian Foss Solevåg | 1:44,79    |
| 4     | NOR  | Henrik Kristoffersen   | 1:44,88    |
| 5     | SUI  | Loïc Meillard          | 1:44,89    |
| 6     | SUI  | Daniel Yule            | 1:44,95    |
| 7     | GER  | Linus Straßer          | 1:45,02    |
| 8     | ITA  | Giuliano Razzoli       | 1:45,05    |
| 9     | BUL  | Albert Popow           | 1:45,15    |
| 10    | ROC  | Alexander Choroschilow | 1:45,17    |

16. Februar 2022, 11:15 Uhr (Ortszeit), 4:15 Uhr (MEZ)
Olympiasieger 2018:  André Myhrer
Weltmeister 2021:  Sebastian Foss Solevåg

### Alpine Kombination
| Platz | Land | Athlet                  | Zeit (min) |
| ----- | ---- | ----------------------- | ---------- |
| 1     | AUT  | Johannes Strolz         | 2:31,43    |
| 2     | NOR  | Aleksander Aamodt Kilde | 2:32,02    |
| 3     | CAN  | James Crawford          | 2:32,11    |
| 4     | SUI  | Justin Murisier         | 2:32,29    |
| 5     | AUT  | Marco Schwarz           | 2:32,71    |
| 6     | ISR  | Barnabás Szőllős        | 2:33,18    |
| 7     | AUT  | Raphael Haaser          | 2:33,27    |
| 8     | CAN  | Broderick Thompson      | 2:34,20    |
| 9     | CAN  | Brodie Seger            | 2:35,03    |
| 10    | ITA  | Christof Innerhofer     | 2:35,80    |

10. Februar 2022, 11:30 Uhr (Ortszeit), 4:30 Uhr (MEZ)
Olympiasieger 2018:  Marcel Hirscher
Weltmeister 2021:  Marco Schwarz

## Ergebnisse Frauen

### Abfahrt
| Platz | Land | Athletin             | Zeit (min) |
| ----- | ---- | -------------------- | ---------- |
| 1     | SUI  | Corinne Suter        | 1:31,87    |
| 2     | ITA  | Sofia Goggia         | 1:32,03    |
| 3     | ITA  | Nadia Delago         | 1:32,44    |
| 4     | GER  | Kira Weidle          | 1:32,58    |
| 5     | ITA  | Elena Curtoni        | 1:32,87    |
| 6     | SUI  | Joana Hählen         | 1:33,16    |
| 7     | AUT  | Cornelia Hütter      | 1:33,35    |
| 8     | CAN  | Marie-Michèle Gagnon | 1:33,45    |
| 9     | AUT  | Mirjam Puchner       | 1:33,45    |
| 10    | FRA  | Laura Gauché         | 1:33,47    |

Olympiasiegerin 2018:  Sofia Goggia
Weltmeisterin 2021:  Corinne Suter

### Super-G
| Platz | Land | Athletin           | Zeit (min) |
| ----- | ---- | ------------------ | ---------- |
| 1     | SUI  | Lara Gut-Behrami   | 1:13,51    |
| 2     | AUT  | Mirjam Puchner     | 1:13,73    |
| 3     | SUI  | Michelle Gisin     | 1:13,81    |
| 4     | AUT  | Tamara Tippler     | 1:13,84    |
| 5     | CZE  | Ester Ledecká      | 1:13,94    |
| 6     | NOR  | Ragnhild Mowinckel | 1:14,09    |
| 7     | ITA  | Federica Brignone  | 1:14,17    |
| 8     | AUT  | Cornelia Hütter    | 1:14,19    |
| 9     | USA  | Mikaela Shiffrin   | 1:14,30    |
| 10    | ITA  | Elena Curtoni      | 1:14,34    |

Olympiasiegerin 2018:  Ester Ledecká
Weltmeisterin 2021:  Lara Gut-Behrami

### Riesenslalom
| Platz | Land | Athletin                | Zeit (min) |
| ----- | ---- | ----------------------- | ---------- |
| 1     | SWE  | Sara Hector             | 1:55,69    |
| 2     | ITA  | Federica Brignone       | 1:55,97    |
| 3     | SUI  | Lara Gut-Behrami        | 1:56,41    |
| 4     | AUT  | Katharina Truppe        | 1:56,49    |
| 5     | NOR  | Ragnhild Mowinckel      | 1:56,65    |
| 6     | NOR  | Thea Louise Stjernesund | 1:56,89    |
| 7     | SLO  | Meta Hrovat             | 1:57,04    |
| 8     | POL  | Maryna Gąsienica-Daniel | 1:57,11    |
| 9     | SUI  | Wendy Holdener          | 1:57,32    |
| 10    | SUI  | Michelle Gisin          | 1:57,55    |

Olympiasiegerin 2018:  Mikaela Shiffrin
Weltmeisterin 2021:  Lara Gut-Behrami

### Slalom
| Platz | Land | Athletin              | Zeit (min) |
| ----- | ---- | --------------------- | ---------- |
| 1     | SVK  | Petra Vlhová          | 1:44,98    |
| 2     | AUT  | Katharina Liensberger | 1:45,06    |
| 3     | SUI  | Wendy Holdener        | 1:45,10    |
| 4     | GER  | Lena Dürr             | 1:45,17    |
| 5     | SLO  | Andreja Slokar        | 1:45,20    |
| 6     | SUI  | Michelle Gisin        | 1:45,58    |
| 7     | SUI  | Camille Rast          | 1:45,75    |
| 8     | USA  | Paula Moltzan         | 1:46,18    |
| 9     | SWE  | Anna Swenn-Larsson    | 1:46,31    |
| 10    | SUI  | Aline Danioth         | 1:46,64    |

Olympiasiegerin 2018:  Frida Hansdotter
Weltmeisterin 2021:  Katharina Liensberger

### Alpine Kombination
| Platz | Land | Athletin           | Zeit (min) |
| ----- | ---- | ------------------ | ---------- |
| 1     | SUI  | Michelle Gisin     | 2:25,67    |
| 2     | SUI  | Wendy Holdener     | 2:26,72    |
| 3     | ITA  | Federica Brignone  | 2:27,52    |
| 4     | CZE  | Ester Ledecká      | 2:28,32    |
| 5     | AUT  | Katharina Huber    | 2:28,80    |
| 6     | AUT  | Christine Scheyer  | 2:29,25    |
| 7     | AUT  | Ramona Siebenhofer | 2:29,69    |
| 8     | FRA  | Laura Gauché       | 2:30,04    |
| 9     | SLO  | Maruša Ferk Saioni | 2:30,12    |
| 10    | ROC  | Julija Pleschkowa  | 2:30,70    |

Olympiasiegerin 2018:  Michelle Gisin
Weltmeisterin 2021:  Mikaela Shiffrin

## Mannschaftswettbewerb
| Platz | Land | Athleten |
| ----- | ---- | --- |
| 1     | AUT  | Katharina Huber Katharina Liensberger Katharina Truppe Stefan Brennsteiner Michael Matt Johannes Strolz                  |
| 2     | GER  | Emma Aicher Lena Dürr Julian Rauchfuss Alexander Schmid Linus Straßer                                                    |
| 3     | NOR  | Mina Fürst Holtmann Thea Louise Stjernesund Maria Therese Tviberg Timon Haugan Fabian Wilkens Solheim Rasmus Windingstad |
| 4     | USA  | A J Hurt Paula Moltzan Mikaela Shiffrin Tommy Ford River Radamus Luke Winters                                            |

Olympiasieger 2018:  Luca Aerni, Denise Feierabend, Wendy Holdener, Daniel Yule, Ramon Zenhäusern
Weltmeister 2021:  Kristin Lysdahl, Kristina Riis-Johannessen, Sebastian Foss Solevåg, Fabian Wilkens Solheim, Thea Louise Stjernesund